# Международное уголовное право
Международное уголовное право — самостоятельная отрасль международного публичного права, регулирующая сотрудничество государств по борьбе с международными преступлениями, их выявлению, расследованию и наказанию. Оно существенно отличается от классического международного права тем, что субъектом его регулирования является прежде всего человек, совершивший некое деяние, а не государство в целом.

## История

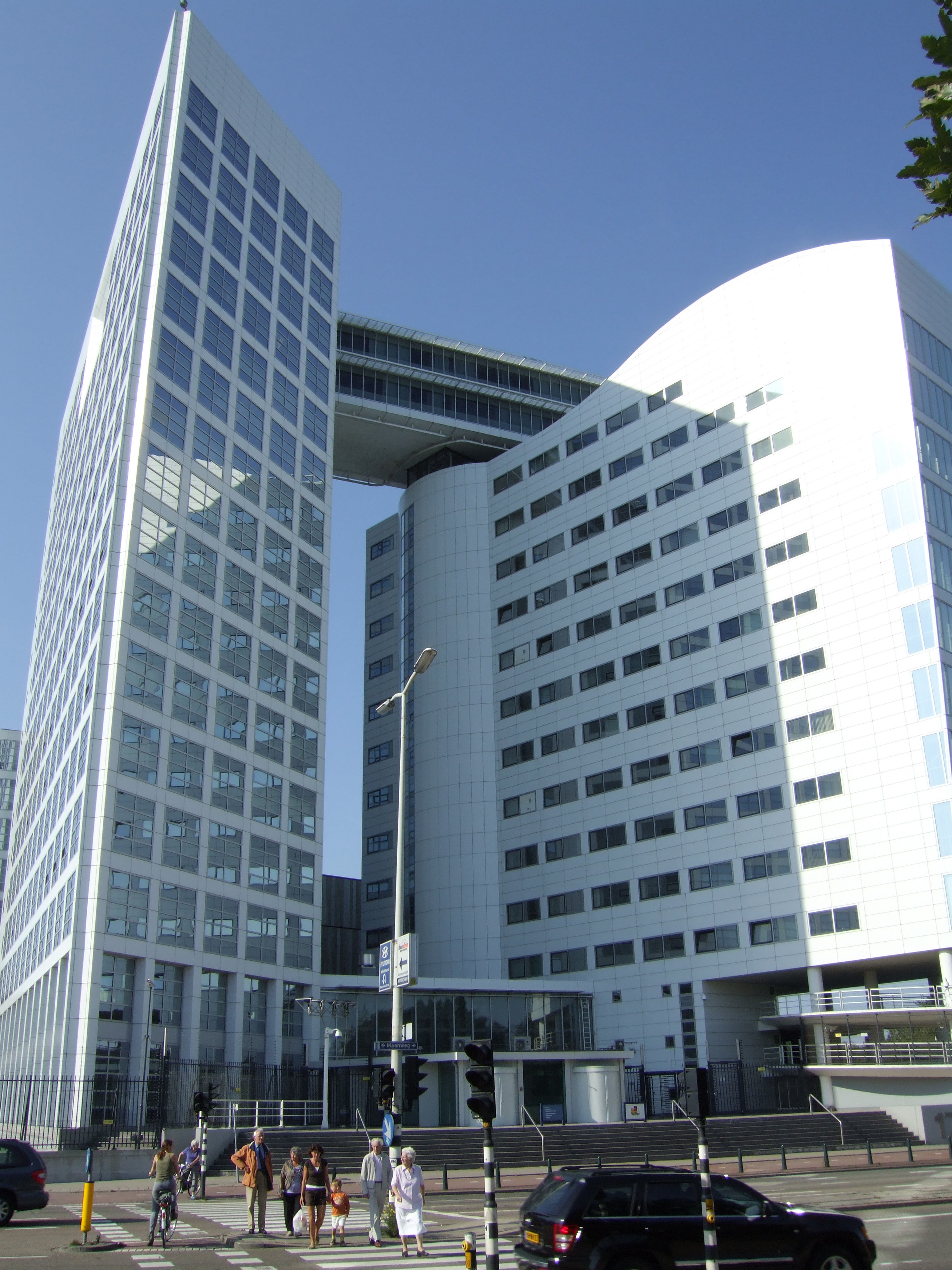
Здание МУС в Гааге

Международное уголовное право начало формироваться после Первой мировой войны. Версальским договором было предусмотрено создание международного трибунала над германским императором (кайзером) Вильгельмом II. Трибунал не состоялся, поскольку Вильгельму II было предоставлено убежище в Нидерландах.
После Второй мировой войны был создан международный трибунал, призванный осудить военные преступления и преступления против человечества, совершённые нацистами. Нюрнбергский трибунал провел свою первую сессию 20 ноября 1945 года и вынес решение 30 сентября (1 октября) 1946 года. Похожий трибунал был создан для расследования военных преступлений Японии (Международный Военный Трибунал для Дальнего Востока). Он работал с 1946 по 1948 год.
После начала войны в Боснии Советом Безопасности ООН был создан Международный трибунал по бывшей Югославии (1994), а после геноцида в Руанде — Международный трибунал по Руанде (1994). В 1993 году была начата работа Комиссии по международному праву ООН по учреждению постоянно действующего Международного уголовного суда, которая завершилась в 1998 году принятием на дипломатической конференции в Риме Римского статута международного уголовного суда. Первые ордеры на арест были выданы Международным уголовным судом в 2005 году.

## Судебные органы
Наиболее важным международным судебным органом в сфере уголовного права является Международный уголовный суд. Действуют также два специальных трибунала: Международный трибунал по бывшей Югославии и Международный трибунал по Руанде.
Помимо этого, существуют «смешанные» суды и трибуналы, в которых представлены как международные, так и национальные судьи (например, суд ООН по преступлениям, совершенным «Красными кхмерами» во время их правления, Косовский суд ООН).
30 мая 2007 года резолюцией 1757 Совета Безопасности ООН был учреждён Специальный трибунал по Ливану.

## Преступления по международному праву
Под международную юрисдикцию подпадают не все преступления, а лишь некоторые их категории:
- Преступления против мира и безопасности человечества
- Апартеид
- Геноцид
- Пиратство
- Работорговля
- Военные преступления
- Развязывание агрессивной войны